# 法拉格特西站
法拉格特西站（英語：Farragut West Station）是華盛頓地鐵橘線、藍線及银线交會的地鐵車站。本站的流量在華盛頓地鐵各站中流量排行第四，自2006年5月3日起平均每個工作日有25,000人次進出。
法拉格特西站的服務範圍為華盛頓市中心區，站名取自位在車站東邊，以南北戰爭期間美國海軍高階軍官戴維·格拉斯哥·法拉格特為名的法拉格特廣場，因本站位在其西方而得名。兩座出口均在I街上，分別位於I街與17街、與18街的路口。本站距離鄰近的法拉格特北站僅一個街區之隔，但兩者之間卻沒有直達的通道。其實華盛頓都會區交通局原先的計畫是要建造唯一一座「法拉格特站」以紓解地鐵中心站的擁擠情形，然而如此採取明挖隨填法的工程會對地面的法拉格特廣場本身造成干擾，因此後來改採將法拉格特站一分為二的方案。作為定案於2002年9月的首都長程改善計畫的一部分，捷運局已經計畫要建造一座地下人行通道以將本站與法拉格特北站連接起來。
本站的列車服務於1977年7月1日隨著藍線的開通而開始，通車之初便成為華盛頓地鐵第一座月台上缺乏柱狀告示牌的車站，因此站內的資訊大多都列在牆壁上。

## 車站結構
| G        | 街道層             | 出入口 |
| M        | 夾層               | 單向閘機、售票機、車站詢問處                                                                                           |
| P 月台層 | 側式月台，右側開門 | 側式月台，右側開門 |
| P 月台層 | 西行               | 往法蘭克尼亞–春田-春田（霧谷-喬治·華盛頓大學） · 往維也納（霧谷-喬治·華盛頓大學） · 往威勒-雷斯頓東（霧谷-喬治·華盛頓大學） |
| P 月台層 | 東行               | 往拉戈鎮中心（麥佛森廣場） · 往新卡羅頓（麥佛森廣場）                                                                  |
| P 月台層 | 側式月台，右側開門 | |

## 車站週邊
- 美國退伍軍人協會總部（American Legion Headquarters）
- 戰略與國際研究中心
- 法拉格特廣場
- 國際貨幣基金組織
- 五月花飯店（Mayflower Hotel）
- 國家地理學會
- 美國建築師學會
- 世界銀行

## 外部連結
- WMATA: Farragut West Station
- StationMasters Online: Farragut West Station
- The Schumin Web Transit Center: Farragut West Station
- Farragut West (Washington Metro) is at coordinates:
  - 38°54′04″N 77°02′21″W / 38.901212°N 77.039223°W 17th Street Entrance
  - 38°54′05″N 77°02′30″W / 38.901452°N 77.041792°W 18th Street Entrance